# Lukas Hollaus
Lukas Hollaus, född 23 september 1986, är en österrikisk triathlet.
Vid olympiska sommarspelen 2020 i Tokyo tävlade Hollaus i herrarnas triathlon och slutade på 34:e plats.